# جوينيث وليامز
جوينيث وليامز (بالإنجليزية: Gwyneth Williams)‏ هي محررة الصوت بريطانية، ولدت في 14 يوليو 1953 في جنوب أفريقيا.